# NGC 3909
NGC 3909 је расејано звездано јато у сазвежђу Кентаур које се налази на NGC листи објеката дубоког неба.
Деклинација објекта је - 48° 15' 54" а ректасцензија 11h 49m 30,0s. Привидна величина (магнитуда) објекта NGC 3909 износи 15,4. NGC 3909 је још познат и под ознакама ESO 217-SC8.